# Dampleux
Dampleux település Franciaországban, Aisne megyében. Lakosainak száma 378 fő (2022. január 1.). Dampleux Faverolles, Fleury, Oigny-en-Valois és Villers-Cotterêts községekkel határos.

## Népesség
A település népességének változása:
| Lakosok száma | 149  | 265  | 345  | 420  | 409  | 402  | 398  | 392  | 390  | 378  |
|               | 1968 | 1982 | 1990 | 2006 | 2013 | 2015 | 2017 | 2019 | 2020 | 2022 |